# Vienna (álbum)
Vienna es el cuarto álbum de la banda de new wave Ultravox y el primero con el vocalista y guitarrista Midge Ure, quien reemplazó al miembro y cantante original John Foxx. Este disco fue decisivo para darle un punto de partida al trayecto de la banda, el cual daría sus grandes triunfos hasta el penúltimo álbum llamado Lament. Fue lanzado en 1980 y producido por el sello Chrysalis Records.

## Descripción
Este disco, con estilos musicales synth pop y new romantic, les dio éxito a Billy Currie, Warren Cann, Chris Cross y Midge Ure (quien también había experimentado fracasos comerciales con sus anteriores bandas Slik y The Rich Kids), pues este fue el momento en que casi todo les estuvo a su favor. A la vez había bandas con sus mismos rasgos en cuanto al género musical que surgían y a la vez harían éxito como Classix Nouveaux, Adam & The Ants, Spandau Ballet, Depeche Mode, Soft Cell o Visage, donde Ure y Currie se habían conocido; y otras bandas como Ultravox que habían surgido unos años antes pero que en 1980 habían destacado su éxito profesional como Japan o The Human League.
Este disco tenía en algo las bases del álbum Systems Of Romance (1978) hecho con John Foxx aún en la banda. En 1979 Foxx (junto con el guitarrista Robin Simon) había dejado a Ultravox después de la gira estadounidense a comienzos de ese año, después de varios problemas entre él y los demás integrantes; y ya para cuando Vienna estuvo listo para salir a los mercados, él ya había lanzado su primer álbum como solista titulado Metamatic.
Tomando las bases de Systems Of Romance y anteriores álbumes, Ultravox grabó las canciones que caracterizaron a Vienna. Tonos roqueros con guitarra, batería y sintetizador, y canciones con el puro uso de materiales más electrónicos. Vienna es uno de los primeros ejemplos del surgir del synth pop, aunque con John Foxx el grupo ya había hecho temas similares como My Sex, Hiroshima Mon Amour, Quiet Men, Dislocation, Just For A Moment y Cross Fade. También destacaron temas como Sleepwalk, All Stood Still y Passing Strangers, sacados también en sencillos diferentes. Como la canción Vienna, Mr. X es también una pieza de puro synth pop donde por primera vez Warren Cann canta, aunque lo hace recitando.
Según anunció Billy Currie en su página web, Vienna, junto con otros álbumes de la alineación más reconocida de Ultravox, fueron reeditados en 2008 por EMI.

## Contenido
Edición original en LP
Tal como apareció en 1980

| Lado A |                     |          |  |
| N.º    | Título              | Duración |  |
| 1.     | «Astradyne»         | 7:07     |  |
| 2.     | «New Europeans»     | 4:04     |  |
| 3.     | «Private Lives»     | 4:08     |  |
| 4.     | «Passing Strangers» | 3:51     |  |
| 5.     | «Sleepwalk»         | 3:14     |  |

| Lado B |                   |          |  |
| N.º    | Título            | Duración |  |
| 1.     | «Mr. X»           | 6:31     |  |
| 2.     | «Western Promise» | 5:22     |  |
| 3.     | «Vienna»          | 4:54     |  |
| 4.     | «All Stood Still» | 3:42     |  |

### Listado de canciones de la versión remasterizada y aumentada (2000)
1. Astradyne
2. New Europeans
3. Private Lives
4. Passing Strangers
5. Sleepwalk
6. Mr. X
7. Western Promise
8. Vienna
9. All Stood Still

Canciones extras:
1. Waiting
2. Passionate Reply
3. Herr X
4. Alles Klar

Vídeo:
- Vienna

## Personal

### Banda
- Midge Ure: voz, guitarras.
- Billy Currie: sintetizador, violín, teclados.
- Chris Cross: sintetizador, bajo eléctrico.
- Warren Cann: batería.

### Ilustración
- Anton Corbijn: fotos de promoción (solamente incluidas en la versión remasterizada).

### Productor
- Conny Plank.

## Sencillos (lanzamientos en el Reino Unido)
- Sleepwalk (junio de 1980) (puesto 89).
- Passing Strangers (octubre de 1980) (puesto 57).
- Vienna (enero de 1981) (puesto 2).
- All Stood Still (mayo de 1981) (puesto 8).

- Datos: Q2297508